# Kees de jongenbrug
De Kees de jongenbrug (brug 123) is een vaste brug in Amsterdam-Centrum, de Jordaan.
De brug is gelegen in de westelijke kade met even huisnummers van de Prinsengracht. Ze overspant daarbij de Bloemgracht. De beide gevelwanden van zowel Bloemgracht als Prinsengracht staan hier vol met rijksmonumenten, terwijl hier en daar ook enige “plukjes” nieuwbouw staat. Men heeft vanaf deze brug een mooi uitzicht op het recht tegenover de brug gelegen Anne Frankhuis en op de Westertoren en Westerkerk.
Er ligt hier al eeuwen een brug. Balthasar Florisz. van Berckenrode tekende hier al een brug in op zijn stadsplattegrond uit 1625. De Bloemgracht staat dan al vol met bebouwing, maar er zijn nog enkele lege kavels te zien. De namen van de grachten luidden toen Prince Graft en Bloem Graft. De moderne geschiedenis van de brug begint in 1866, toen besteedde de gemeente aan "het vervangen van de vaste houten brug no. 123, over de Bloemgracht aan de Prinsengracht", tegelijkertijd met brug 122. Die brug werd opnieuw van hout en zorgde in de jaren daarop voor een aantal ongelukken, waarbij koetsiers hun paard en wagen van de weg zagen glijden, waarbij man, paard en lading soms in het water belandden. Die brug stond nog op twee houten jukken. De brug kon na 1900 steeds minder verkeer dragen, maar werd telkenmale gerepareerd in plaats van vervangen. Pas in 1947 (al het verkeer, behalve voetgangers moest toen een omweg maken) werd er ingegrepen. In de winter van 1947/1948 kwam er een nieuwe brug, waarbij de houten jukken verdwenen, maar het uiterlijk gehandhaafd werd; ze werd dus niet vervangen door een welfbrug, zoals elders wel het geval was. Opvallend aan de brug zijn de beide landhoofden, die hier vanwege de hoek die de Bloemgracht met de Prinsengracht diep in de Bloemgracht staan (de brug is vrij nauw ten opzichte van de brede Bloemgracht).  
De brug is vernoemd naar Kees de jongen. Het verhaal speelt zich in deze buurt af, en er is hier in de buurt het huis van Theo Thijssen te vinden, dat later een museum geworden is. Het Theo Thijssen Museum diende in 2001 een verzoek in om de bruggen 121 en 123 respectievelijk te vernoemen naar Rosa Overbeek (het vriendinnetje van Theo Thijssen) en Kees de jongen. Twee jaar later werd de vernoeming definitief door het plaatsen van de naamplaatjes. Daarbij las acteur Hans Dagelet teksten voor over de prille liefde tussen de twee romanpersonages en zong, Jan Eilander zong het Lied van de zwembadpas.

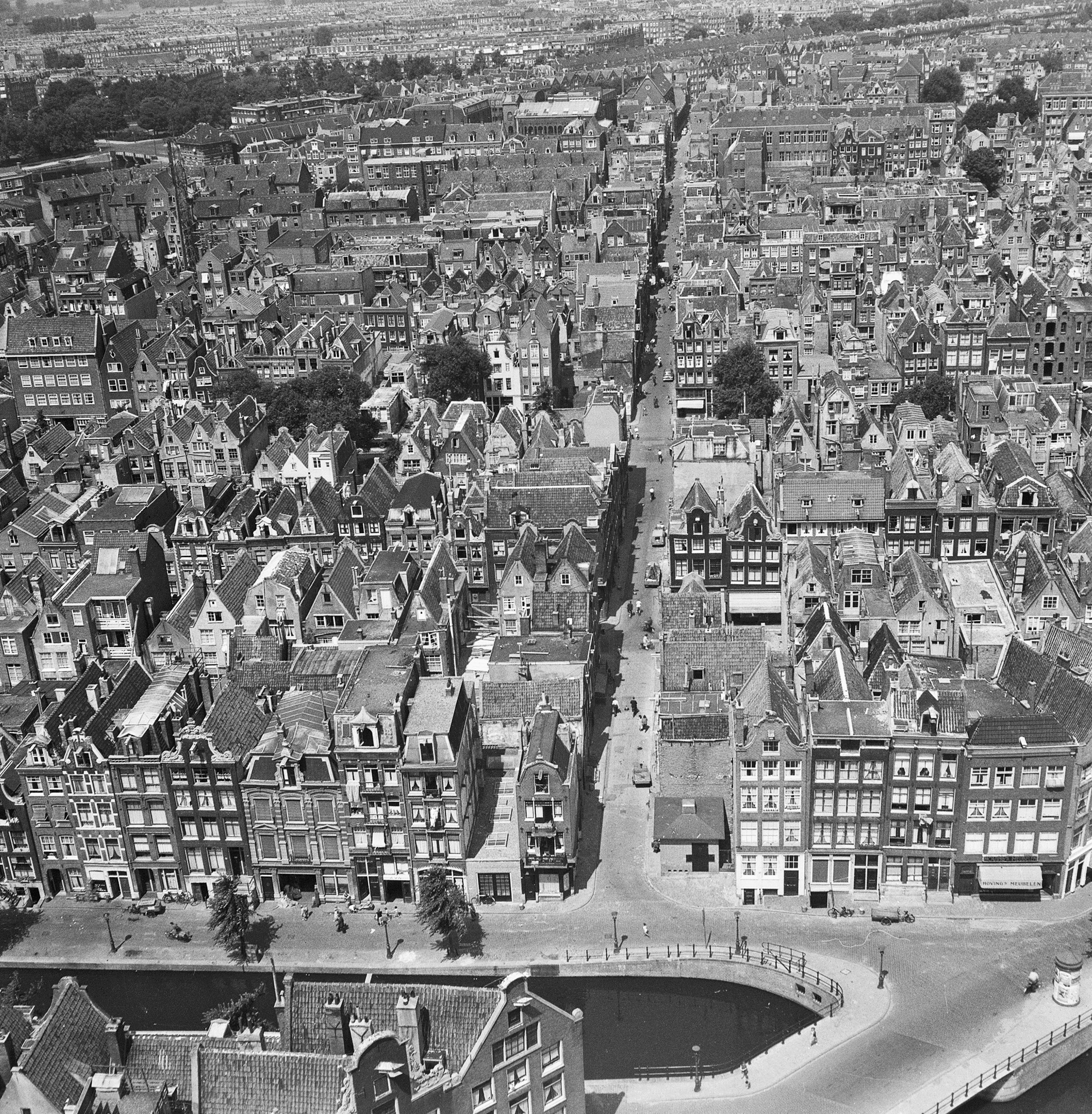
Kleine smalle brug met brede kades

<<< · 100 · 101 · 102 · 103 ·  105 · 106 · 107 · 108 · 109 ·  110 · 111 · 112 · 113 · 114 · 115 · 116 · 117 · 118 · 119 · 120 · 121 · 122 · 123 · 124 · 125 · 126 · 127 · 128 · 129 · 130 · 131 · 132 · 135 · 136 · 137 · 138 · 139 · 140 · 141 · 142 · 143 · 144 · 145 · 146 · 147 · 148 · 149 ·  150 · 151 · 152 · 155 · 156 · 159 · 160 · 161 · 162 · 163 · 164 · 165 · 166 · 167 · 168 · 169 ·  170 · 171 · 172 · 173 · 174 · 175 · 176 · 177 · 178 · 179 · 180 · 181 · 182 · 183 · 184 · 185 · 186 · 187 · 189 · 190 · 191 · 192 · 193 · 194 · 195 · 196 · 198 · 199 · >>>
Brugnummers 104, 133, 134, 153, 154, 157, 158, 188 en 197 zijn niet (meer) in gebruik.